# Abu-l-Abbàs ibn al-Furat
Abu-l-Abbàs ibn Jàfar ibn Fadl ibn al-Furat o, simplement, Abu-l-Abbàs ibn al-Furat fou visir fatimita de la família dels Banu al-Furat.
Fou nomenat visir pel califa fatimita d'Egipte al-Hàkim bi-amr-Al·lah (996–1021) el 1014/1015, però va ser assassinat el mateix any, quan portava només uns quants dies al càrrec, per orde del mateix califa.